# Mercedes Pinto
Mercedes Pinto Armas (Santa Cruz de Tenerife, 12 de octubre de 1889-Ciudad de México, 21 de octubre de 1976) fue una escritora hispanomexicana.
Conocida sobre todo por su primera novela (Él, 1926) que sería llevada al cine por Luis Buñuel en 1952, y por una polémica conferencia pronunciada en la Universidad Central de Madrid (El divorcio como medida higiénica, 1923), fue una mujer polifacética, con obra prolífica, implicada en actividades sociales, culturales y políticas, y avanzada en sus ideas feministas. La mayor parte de su obra literaria (novelas, poesía, teatro y una amplia producción periodística) se desarrolló en los distintos países de Hispanoamérica donde residió desde 1924 hasta su muerte en 1976.

## Biografía y carrera

### Primeros años
Mercedes Josefa Francisca del Pilar Pinto Armas de la Rosa y Clósnació en Santa Cruz de Tenerife, España, el 12 de octubre de 1889,en el seno de una familia culta y acomodada, hija de Ana María de Armas y Clós, pianista; y de Francisco María Pinto de la Rosa, escritor y crítico literario, que murió cuando Mercedes tenía dos años. Fue conocida, desde muy joven, como la poetisa canaria, ya que con apenas 46 años, ya había obtenido galardones en diferentes concursos de ámbito regional.
En 1909 contrajo matrimonio con el capitán de la Marina Juan de Foronda y Cubillas. Fue un turbulento matrimonio lleno de violencia, hecho que marcó y sesgó toda su vida personal y artística.En 1919 su marido fue internado en un sanatorio en Madrid y será aquí donde Mercedes, asesorada por el abogado Rubén Rojo y Martín de Nicolás, quien se convertiría en su segundo marido, entrará en contacto con el mundo intelectual.
En Madrid estableció amistad, entre otros, con Ortega y Gasset, Carmen de Burgos y Unamuno. En esos años comenzó su colaboración con reputados diarios y revistas españoles como Prensa Gráfica, La Acción, o Lecturas,siendo igualmente secretaria de la revista Los Ciegos.
Es considerada la primera mujer que pronunció mítines políticos en España.Carmen de Burgos, presidenta de la Liga Internacional de Mujeres Ibéricas e Hispanoamericanas y amiga de Pinto, mintió para convencer al Doctor Navarro Fernández, organizador de las Conferencias Higiénicas, de que Mercedes era la mujer ideal para ocupar su lugar en el Mitin Sanitario. Cuando el Doctor le preguntó a Mercedes sobre el tema del que iba hablar, ella respondió que “sobre el divorcio” argumentando que las enfermedades contagiosas y hereditarias eran motivo más que suficiente de divorcio, hecho que no se recogía en la ley por aquel entonces. Así, motivada por la vivencia personal con su marido, el 25 de noviembre de 1923, en la Universidad Central de Madrid, pronunció la conferencia: El divorcio como medida higiénica,con un discurso que en esa época iba en contra de la institución moral y religiosa del país. Denunció que la justicia no proporcionaba ninguna ayuda a todas esas víctimas casadas con personas enfermas mentales, pues la locura no se contemplaba como motivo de divorcio. Y reclamó, por ende, una modernización en la ley del divorcio.

### Exilio en Uruguay
Su discurso produjo un fuerte descontento y malestar en el Gobierno y en la Monarquía. Finalmente, tras una conversación con Primo de Rivera fue censurada y se decretó su destierro a Fernando Poo (actual Bioko) en Guinea española por orden del dictador Primo de Rivera. Informada de la orden de destierro, decidió exiliarse a Uruguay junto con Rubén Rojo y sus cuatro hijos. Ya en Lisboa, ciudad desde la que partirían hacia Montevideo, murió su hijo primogénito, Juan Francisco, de tan solo 15 años, a consecuencia de una grave enfermedad.Su quinto hijo, Gustavo, nacería durante la travesía por el Atlántico en 1924.En 1924 publicó su primer libro de versos, Brisas del Teide.
Entre 1924-1932 residió en Uruguay, donde encontró un clima favorable profesional y personalmente. Era el país más democrático de América Latina, un estado laico (Constitución de 1919) que contaba con ley de divorcio desde 1907 y con sufragio femenino desde 1917. Obtuvo el divorcio, se casó con Rubén Rojo y desempeñó diversas actividades, entre ellas, el periodismo, la política y el teatro.
También participó en política en las filas del Partido Colorado, colaborando con el gobierno de José Batlle Ordoñez, y fue oradora oficial del gobierno, realizando campañas promocionando la educación popular y reivindicó los derechos de la mujer solicitando el voto. Fue la primera mujer que pronunció mítines políticos en el país. Fue redactora del periódico El Día de Montevideo y secretaria de la revista Mundo Uruguayo.
Fundó en su propia casa la Casa del Estudiante (emulando la Residencia de Estudiantes de Madrid) para la promoción cultural en amplios sectores sociales, donde contó con invitados de la talla de Rabindranath Tagore, Luigi Pirandello o Alfonsina Storni. Además inició la revista Vida Canaria. En 1926 escribió su novela más conocida, Él,que fue adaptada por Luis Buñuel al cine el año 1952, y otras obras como Cantos de muchos puertos o Un señor cualquiera, estrenada esta última en el Teatro Solís de Montevideo en 1930. Asimismo trabajó en revistas como Mundo Uruguayo y en el diario El Día. 

Bajo el seudónimo de Sor Suplicio atendía un consultorio sentimental radiofónico calando en las oyentes con sus mensajes. El 13 de abril de 1932 la aguardaran en el muelle miles de personas. Mucho después de su muerte, desde finales de los años 90, y por decisión de la Intendencia de Montevideo, Pinto tiene una calle en la ciudad.
El momento más emocionante de su vida "Ha sido para mí -que tengo la vida como un rosario hecho de momentos emocionantes- la tarde en que embarqué en Montevideo en el Vapor "Ciudad del Salto". Cuando observé el muelle totalmente cubierto por una muchedumbre que me vitoreaba y me aplaudía, cuando me vi abrazada por cientos de brazos de mujeres, saludada por el pueblo, por los estudiantes, los intelectuales y mis amigos los obreros en forma indescriptible, rodeada de flores, envuelta en lágrimas y en voces de amor, yo sentí la emoción más grande movida al ver mi obra, la obra de una mujer que llega al extranjero con el sólo tesoro de su sensibilidad, y sin más que su labor diaria y dinámica, basada en una enorme moral de amor y equidad, pudieran lograr sin títulos ni fortuna, al conquistar la popularidad más plena, el afecto de un pueblo y la despedida emocional, que sólo los hijos pueden y saben dar a las madres de verdad" (f/ Diario, La Paz, 9 de julio de 1932).
También creó su propia compañía de teatro, la Compañía Teatral de Arte Moderno, en la que figuraba como asesora literaria y directora artística y en la que debutaron en el mundo de la interpretación todos sus hijos Ana María y Pituka de Foronda, Rubén Rojo y Gustavo Rojo.

### Periplo por otros países hispanoamericanos
Fue ayudada por Jaime Torrubiano Ripoll que sería prologuista de su novela Él. Este sería el punto de partida de una larga gira que la lleva a recorrer diferentes países de Sudamérica. Desplazamientos profesionales que compagina con su actividad como pedagoga: invitada por el Gobierno paraguayo para la celebración de las fiestas de la Independencia participa como conferenciante en un evento que tiene lugar en la Universidad de Asunción; en Argentina participa en distintas conferencias en las que comparte sus transformadoras ideas pedagógicas, exponiendo la base de la Escuela Nueva y sus activos métodos de enseñanza, mostrando el estrecho vínculo entre educación y feminismo; en Bolivia sigue llevando a cabo distintas campañas de educación popular paralelas a las representaciones de su compañía teatral.
En 1933 se trasladó con su familia a Chile, donde conoció a Pablo Neruda quien impresionado por la personalidad de la canaria le dedicaría unos versos. Fue en este país donde publicó también su segunda novela, Ella, en 1934.
Desde 1935 hasta 1943 residió en Cuba, isla desde la que tenía previsto regresar a España, de no haber sido porque comenzó la guerra civil en 1936. En Cuba realizó una ingente tarea en defensa de la República Española y ocupó el puesto de Educadora de Conferencistas. También en la isla caribeña alzó la voz en favor del pueblo judío intentando solidarizar a la población cubana con las personas refugiadas que llegaban huyendo de la barbarie nazi.

### Asentamiento en México
Finalmente, en 1943, tras fallecer su segundo esposo, se instaló en México de forma definitiva donde sus hijos (Pituka de Foronda y Rubén y Gustavo Rojo) comenzaron su carrera en el cine mexicano. En todos estos lugares (Chile, Cuba y México) Mercedes desarrolló una intensa actividad como oradora y dramaturga, declarándose como una gran defensora de los derechos de las mujeres, la clase obrera, y la modernización de la educación.
En julio de 1951, regresó a la ciudad para visitar a su hija Ana María, que residía allí y a la que no veía desde hacía diecisiete años. En 1953 participó en un ciclo sobre Arte Contemporáneo que se desarrolló en el Círculo de Bellas Artes de Santa Cruz de Tenerife.También residió algunas temporadas en Madrid, pues sus hijos varones empezaban a intervenir en el cine español, incluso ella apareció, como artista invitada en dos producciones cinematográficas: El coleccionista de cadáveres (Santos Alcocer, 1966) y Días de viejo color (Pedro Olea, 1967). A pesar de estas visitas esporádicas nunca permaneció mucho tiempo en la España franquista.Hasta el momento de su muerte mantuvo una intensa actividad periodística, publicando sus últimas colaboraciones en el suplemento Los Jueves de Excelsior.

## Muerte
El 21 de octubre de 1976, Pinto falleció en Ciudad de México, a causa de un paro cardiaco respiratorio no traumático. Su cuerpo fue enterrado en su tumba familiar localizada dentro de la parcela de la Asociación Nacional de Actores (ANDA) del Panteón Jardín, ubicado en la misma ciudad. De acuerdo a su año de nacimiento, tenía 93 años de edad al fallecer, pero su acta de defunción menciona que tenía 80.
Como epitafio de su tumba figuran los primeros versos del poema que en su día le dedicó Pablo Neruda: 

«Mercedes Pinto vive en el viento de la tempestad, con el corazón frente al aire, con la frente y las manos frente al aire, enérgicamente sola, urgentemente viva. 
Su cabeza se arrolla y desarrolla en palabras que la rodean como rizos, erigiéndose como gorgona vocal y eléctrica; segura de aciertos e invocaciones; temible y amable en su trágica vestidura de luz y llamas.»

## Principales obras
- Conferencias: El divorcio como medida higiénica (1923).[11]
- Poemarios: Brisas del Teide (1924),[13]Cantos de muchos puertos (1931), Más alto que el águila (1968).
- Novelas: Él (1926),[14]Ella (1934), El alma grande del pequeño Juan (1950).
- Obras teatrales: Silencio (1929), Un señor cualquiera (1930), Una mujer, Ana Rosa (1932).
- Ensayo: Las Poetisas. Ofelia Machado, Sarah Bollo, Luisa Luisi, María Eugenia Vaz Ferreira (1930); La emoción de Montevideo (1949).
- Cine: El coleccionista de cadáveres (1966), Días de viejo color (1967).
- Artículos periodísticos: Ventanas de Colores (2001), Al volar, El País gráfico, La Habana 1950-1951 (2022).

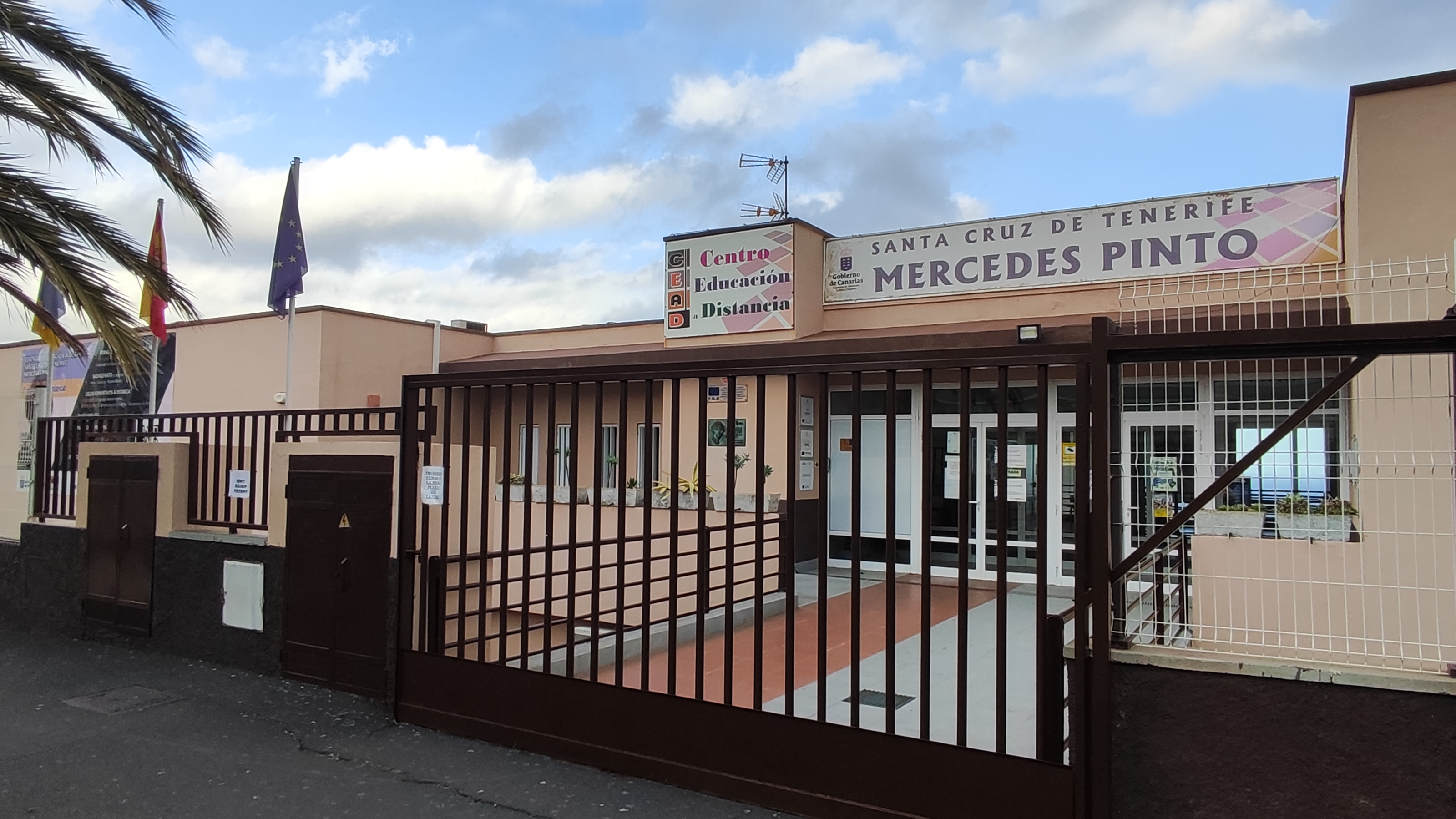
CEAD SCT Mercedes Pinto

## Reconocimientos
- Una calle en Montevideo lleva su nombre desde los años 90.[17]
- 2008 El Centro de Educación a Distancia Santa Cruz de Tenerife actualiza su nombre a Santa Cruz de Tenerife Mercedes Pinto.[30]
- 2009 Protagonista del Día de las Letras Canarias, a propuesta del Gobierno de Canarias.[31]
- 2019 Mural homenaje a Mercedes Pinto en la plaza de Las Lagunetas en Las Palmas de Gran Canaria.[32]
- 2024 Montaje teatral 'Mercedes Pinto: golpe y latido' la reivindica con motivo del 25-N.[33]
- En el barrio de Ofra de Santa Cruz de Tenerife, una calle lleva su nombre.[34]
- En el barrio de La Galera de Las Palmas de Gran Canaria, una calle lleva su nombre. Calle Mercedes Pinto (Escritora).

## Vida personal
Con su primer marido, Juan de Foronda y Cubillas, tuvo tres hijos: Juan Francisco (n. 1909, falleció con 15 años),Ana María (n. 1910) y Pituka (n. 1918). Con Rubén Rojo y Martín de Nicolás tuvo a Rubén Rojo (n. 1922) y a Gustavo Rojo (n. 1923).